# Seiji Koga
Seiji Koga (古賀 誠史 Koga Seiji?, nacido el 7 de agosto de 1979 en Fukuoka) es un exfutbolista japonés. Jugaba de centrocampista y su último club fue el SC Sagamihara de Japón.

## Trayectoria

### Clubes
| Club                | País  | Año         |
| ------------------- | ----- | ----------- |
| Yokohama F. Marinos | Japón | 1998 - 2001 |
| Avispa Fukuoka      | Japón | 2002 - 2007 |
| Vissel Kobe         | Japón | 2007 - 2009 |
| SC Sagamihara       | Japón | 2010 - 2012 |

## Palmarés

### Títulos nacionales
| Título         | Club                | País  | Año  |
| -------------- | ------------------- | ----- | ---- |
| Copa J. League | Yokohama F. Marinos | Japón | 2001 |